# 马来蛇王藤
马来蛇王藤（学名：Passiflora moluccana）是西番莲科西番莲属的植物。分布于马来西亚等地，目前尚未由人工引种栽培。